# Skyldighet att skydda
Skyldighet att skydda, Responsibility to protect (R2P) är en folkrättslig princip som samstämmigt antogs på FN:s världstoppmöte 2005.
Förpliktelsen kan delas upp i tre pelare:
- Den enskilda staten har en förpliktelse att beskydda sina medborgare mot folkmord, brott mot mänskligheten och krigsförbrytelser.
- Om den enskilda staten inte kan leva upp till förpliktelsen har det internationella samfundet en plikt att hjälpa staten med detta.
- Om den enskilda staten inte lever upp till förpliktelsen har det internationella samfundet en plikt att agera.[2]

## Bakgrund
Efter den diplomatiska krisen som rörde Kosovokriget uppfordrade FN:s dåvarande generalsekreterare Kofi Annan det internationella samfundet att skapa enighet om en ny definition på suveränitet.

## FN:s toppmöte 2005
Vid FN-församlingen 2005 inkluderade medlemsstaterna begreppet i § 138 och § 139. Paragraferna definierade R2P och fastlade ett eventuellt ansvar.
§ 138:
"Each individual State has the responsibility to protect its populations from genocide, war crimes, ethnic cleansing and crimes against humanity. This responsibility entails the prevention of such crimes, including their incitement, through appropriate and necessary means. We accept that responsibility and will act in accordance with it. The international community should, as appropriate, encourage and help States to exercise this responsibility and support the United Nations in establishing an early warning capability."
§ 139: 
"The international community, through the United Nations, also has the responsibility to use appropriate diplomatic, humanitarian and other peaceful means, in accordance with Chapters VI and VIII of the Charter, to help protect populations from genocide, war crimes, ethnic cleansing and crimes against humanity. In this context, we are prepared to take collective action, in a timely and decisive manner, through the Security Council, in accordance with the Charter, including Chapter VII, on a case-by-case basis and in cooperation with relevant regional organizations as appropriate, should peaceful means be inadequate and national authorities manifestly fail to protect their populations from genocide, war crimes, ethnic cleansing and crimes against humanity. We stress the need for the General Assembly to continue consideration of the responsibility to protect populations from genocide, war crimes, ethnic cleansing and crimes against humanity and its implications, bearing in mind the principles of the Charter and international law. We also intend to commit ourselves, as necessary and appropriate, to helping States build capacity to protect their populations from genocide, war crimes, ethnic cleansing and crimes against humanity and to assisting those which are under stress before crises and conflicts break out."

## Användande av principen
Principen har tillämpats i följande länder/regioner:
- Centralafrikanska republiken
- Elfenbenskusten
- Kenya
- Libyen